# Odet de Coligny
Pour les autres membres de la famille, voir Maison de Coligny.
Odet de Coligny, dit le « cardinal de Châtillon » (10 juillet 1517 - 21 mars 1571), est un prélat catholique français de la Renaissance, connu pour sa conversion au protestantisme calviniste.
D'abord archevêque de Toulouse, puis évêque de Beauvais, il fut excommunié par le pape après sa conversion en 1562 et se maria en 1564.
Il était le frère de l'amiral de Coligny et de François d'Andelot, deux des plus importants chefs militaires protestants pendant les guerres de religion. Familier de la cour, le cardinal de Châtillon servit à de nombreuses reprises de porte-parole et d'intermédiaire des protestants auprès du pouvoir royal. Il fit partie du gouvernement de la reine Catherine de Médicis.
En 1568, il se réfugie en Angleterre, où il meurt trois ans plus tard de façon suspecte. Son page a été accusé de l'avoir empoisonné.

## Biographie

### Enfance et jeunesse
Fils de Gaspard Ier de Coligny, premier maréchal de France de la maison de Coligny, et de sa femme Louise de Montmorency, sœur du connétable de France Anne de Montmorency. Il est le frère aîné de l'amiral de Coligny et de François d'Andelot. Louise de Coligny demande à l'humaniste Nicolas Bérauld (vers 1473-vers 1550) d’être le précepteur d'Odet.
Il occupe très tôt de hautes dignités, conformément à l'importance de la famille de Coligny-Châtillon et surtout d'Anne de Montmorency auprès du roi de France François Ier. En 1533, le pape Clément VII décide de créer quatre cardinaux en France pour fêter le mariage de sa nièce Catherine de Médicis avec le futur dauphin. François Ier offre l'un des chapeaux de cardinaux à Anne de Montmorency pour un membre de sa famille : Odet est choisi par son oncle pour devenir cardinal. Il est canoniquement créé cardinal par le pape Clément VII, à Marseille, le 10 novembre 1533, alors qu'il n'est âgé que de 16 ans. L'année suivante, il est nommé archevêque de Toulouse le 29 avril 1534 et prieur d'un grand nombre d'abbayes. Toutefois, il n'est pas sacré évêque, ni même ordonné prêtre. Le 20 octobre 1535, il devient l'administrateur et l’évêque de Beauvais, l'une des plus anciennes pairies ecclésiastiques du royaume. Encore très jeune, il lutte dans un premier temps contre la montée du calvinisme dans son diocèse de Beauvais en organisant des processions. En 1537, il est nommé abbé commendataire de l'abbaye Saint-Lucien de Beauvais. Il participe au conclave de 1549-1550, qui élit le pape Jules III. Il est responsable de la bibliothèque du conseil privé du roi. Il participe au premier conclave d'avril 1555 qui élit le pape Marcel II, puis au conclave de mai 1555 qui élit Paul IV.

### Odet, mécène et esprit favori de la Cour

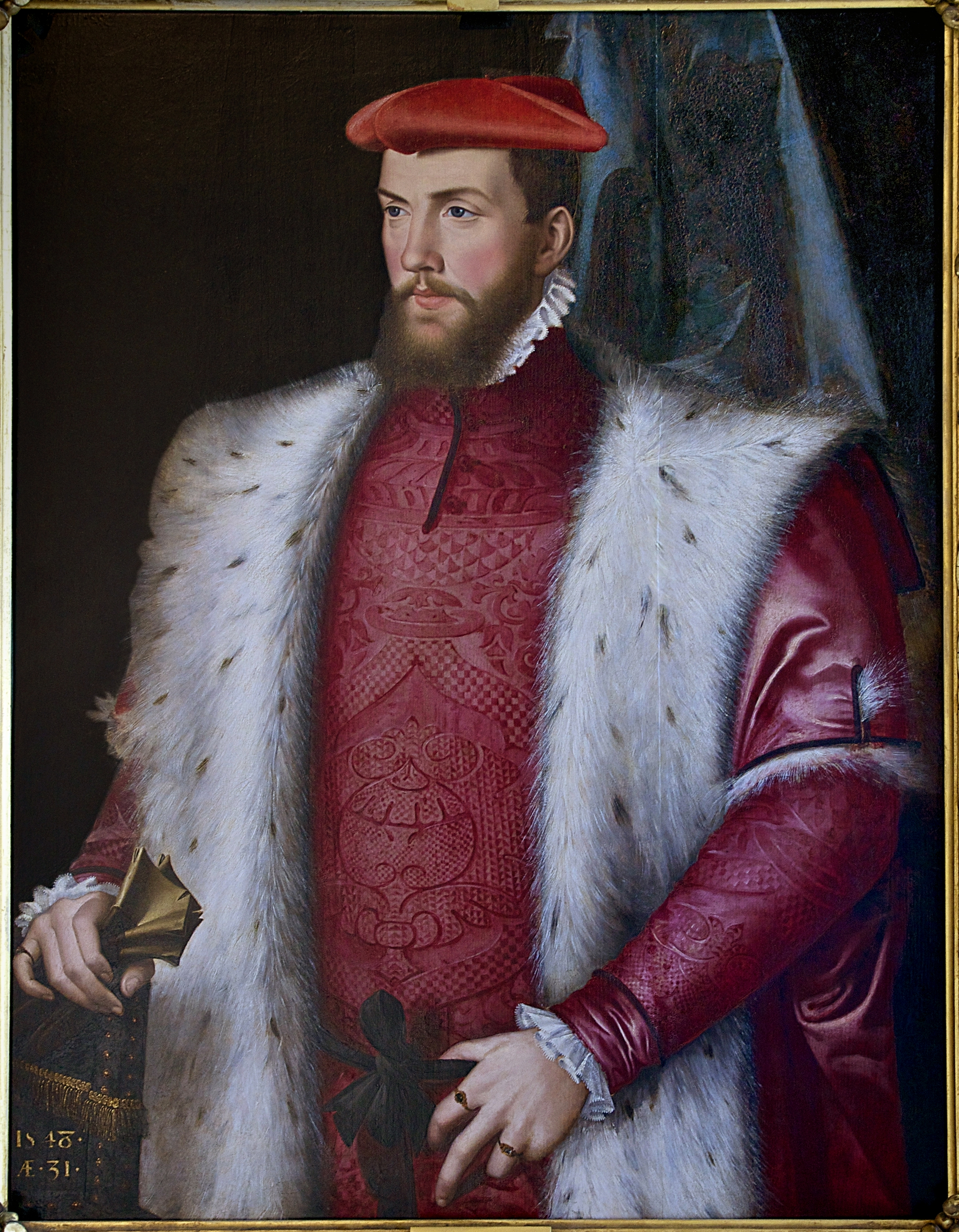
Odet de Coligny.

Il donne de grandes fêtes à Paris et dans la résidence de Bresles, dont il embellit le bâtiment et les jardins, qu'affectionne Catherine de Médicis. En 1555, la ville de Beauvais est en émoi car le cardinal reçoit le roi Henri II de France et la cour. Odet de Coligny l'accueille à Bresles et accompagne le cortège royal lorsque celui-ci part chasser.
Le poète français Pierre de Ronsard dédie au cardinal, "Les Hymnes" (1555), et en particulier trois poèmes : "L'Hercule Chrestien", "Le Temple de Messeigneurs le Connestable et des Chastillons", et "Prière à la Fortune". L'écrivain français François Rabelais dédicace le Quart Livre (1552) à Mon Seigneur Odet: « Car par vostre exhortation tant honorable m’avez donné & couraige & invention : & sans vous m’estoit le cueur failly, & restoit tarie la fontaine de mes espritz animaulx ».
Il ne participe pas au conclave de 1559 qui élit le pape Pie IV. Celui-ci nomme Odet Grand inquisiteur de France, mesure rendue caduque par l’arrêt du parlement de Paris qui s'oppose à l'Inquisition.
Il est nommé abbé commendataire de Ferrières en 1557, de Grandchamp, Quincy et Vézelay en 1560.

### La conversion à la Réforme

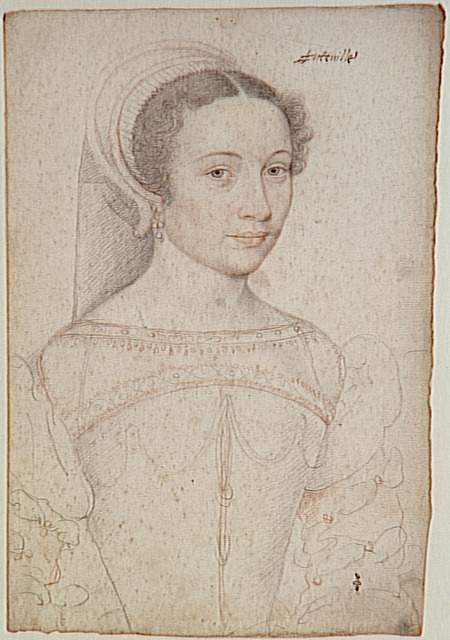
Isabelle de Hauteville

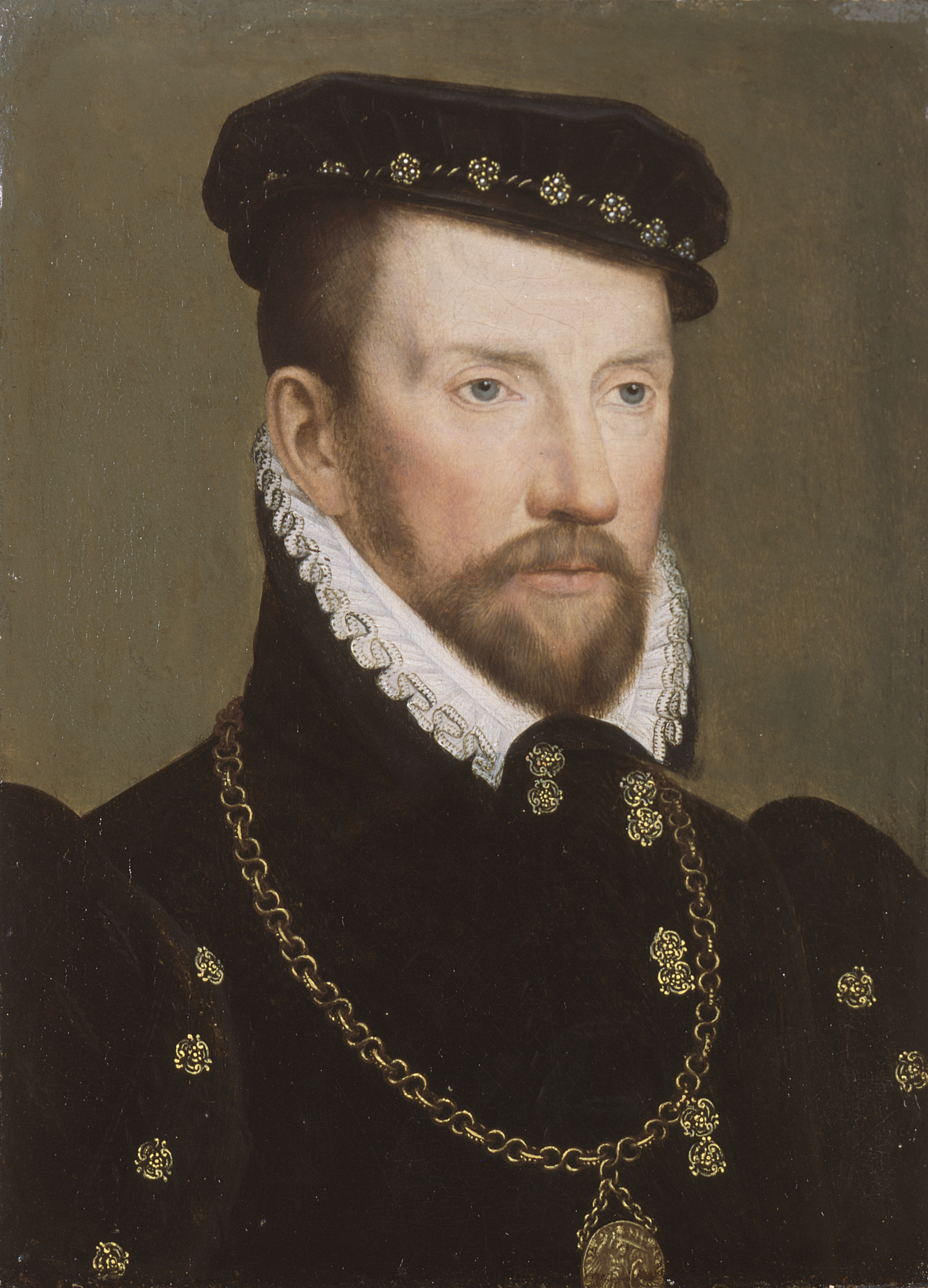
Gaspard de Coligny (1519-1572).

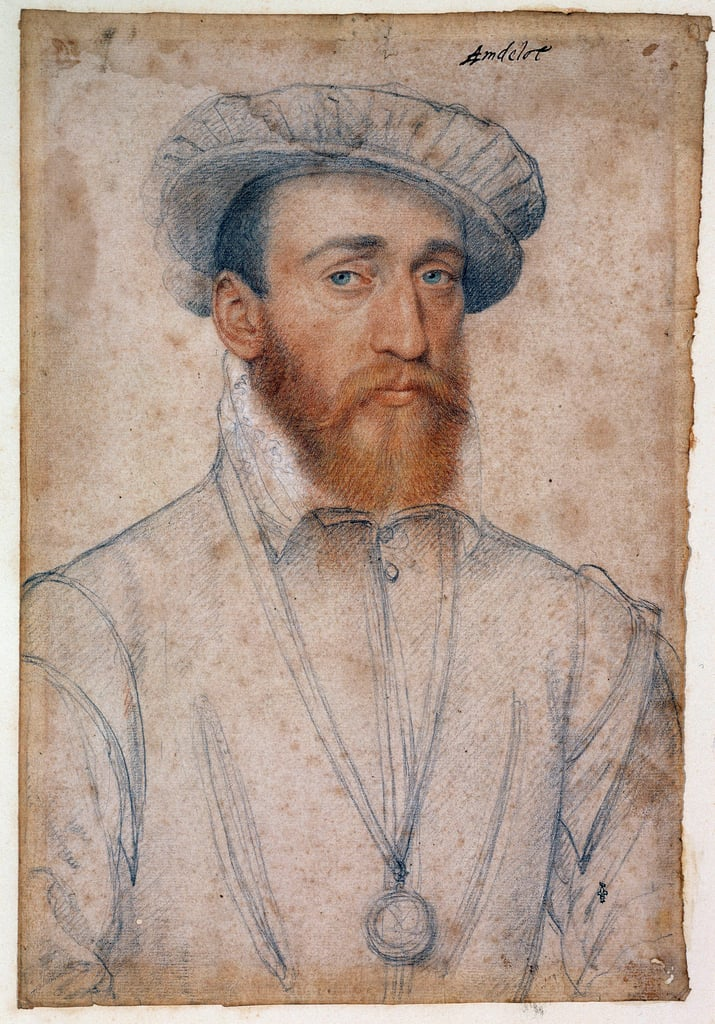
François d'Andelot (1521-1569).

Odet aide la nouvelle communauté réformée de Beauvais, installée dans la paroisse Saint-Gilles et qui se développe dans le faubourg Saint-Jacques. À la fin de septembre 1560, l'attitude de Châtillon à la messe de la Saint-Michel est réprouvée par le nonce. Au mois d'août 1560, on l'a entendu déclarer que « depuis sept cents ans on n'a plus connu l'Évangile ». À cause de ces paroles « bestiales », ajoute le nonce, on devrait le citer à comparaître en personne à Rome.
La tradition historiographie veut qu'il se soit converti à la Réforme en avril 1561 au château de Merlemont. En septembre 1561, Il participe au colloque de Poissy organisé par la reine Catherine de Médicis, où il fait un grand accueil à la délégation dirigée par Théodore de Bèze, et s'oppose à l'évêque Pierre d'Albret trop intransigeant.
Le 13 mars 1562, le nonce Santa-Croce écrit que Châtillon se déguise pour aller écouter Théodore de Bèze. Le 31 mars 1563, le pape l'excommunie et lui retire son cardinalat et son diocèse de Beauvais. Il refuse toutefois d'abandonner la pourpre et le 1er décembre 1564, il épouse secrètement Isabelle/Élisabeth de Hauteville, Mademoiselle de Loyre (i.e. Loré, du nom de sa mère Marguerite de Loré, épouse de son père Samson de Hauteville du Boulay et petite-nièce d'Ambroise ; cf. le portrait d'Isabelle par Clouet ; elle teste en 1615), demoiselle d'honneur de Marguerite de Savoie au château de Merlemont, en présence de ses frères, les chefs protestants l'Amiral de Coligny et François d’Andelot. Brantôme la décrit comme "une fort belle et honnête damoiselle". Cet événement inhabituel fut source d'amusement pour beaucoup, qui appelèrent par dérision Isabelle, Madame la Cardinale. Le couple vivait déjà ensemble depuis 1561 dans leur résidence de Bresles.
Ronsard rompt toute relation avec Odet, lorsque sa conversion à la réforme est rendue publique. Il exprime tout son chagrin et sa fidélité de cœur envers Odet : « Luy qui est si gaillard, si doux, & si courtois »' dans la Continuation du Discours des Misères de ce temps (1563).

« Las! que je suis marry que  cil  qui fut mon maistre, 
Despestre du filet, ne se peut recognoistre,
Je n’ayme son erreur, mais hayr je ne puis
Un si digne Prelat dont serviteur je suis,
Qui benin m’a seruy (quand fortune prospere
Les tenoit pres des Roys) de seigneur & de pere.
Dieu preserve son chef de malheur & d’ennuy,
Et le bon heur du ciel puisse tomber sur luy. »

Dans la "Remonstrance au Peuple de France" (1563), Ronsard continue à lui rappeler son affection :

« Je cognois un seigneur, las! qui les va suivant, 
(Duquel jusque à la mort je demourray servant)
Je scay que le Soleil ne voit ça bas personne
Qui ait le cueur si bon, la nature si bonne,
Plus amy de vertu, & tel je l’ay trouvé
L’ayant en mon besoing mille fois esprouvé:
En larmes & souspirs, Seigneur Dieu je te prie
De conserver son bien, son honneur, & sa vie. »

### La guerre civile

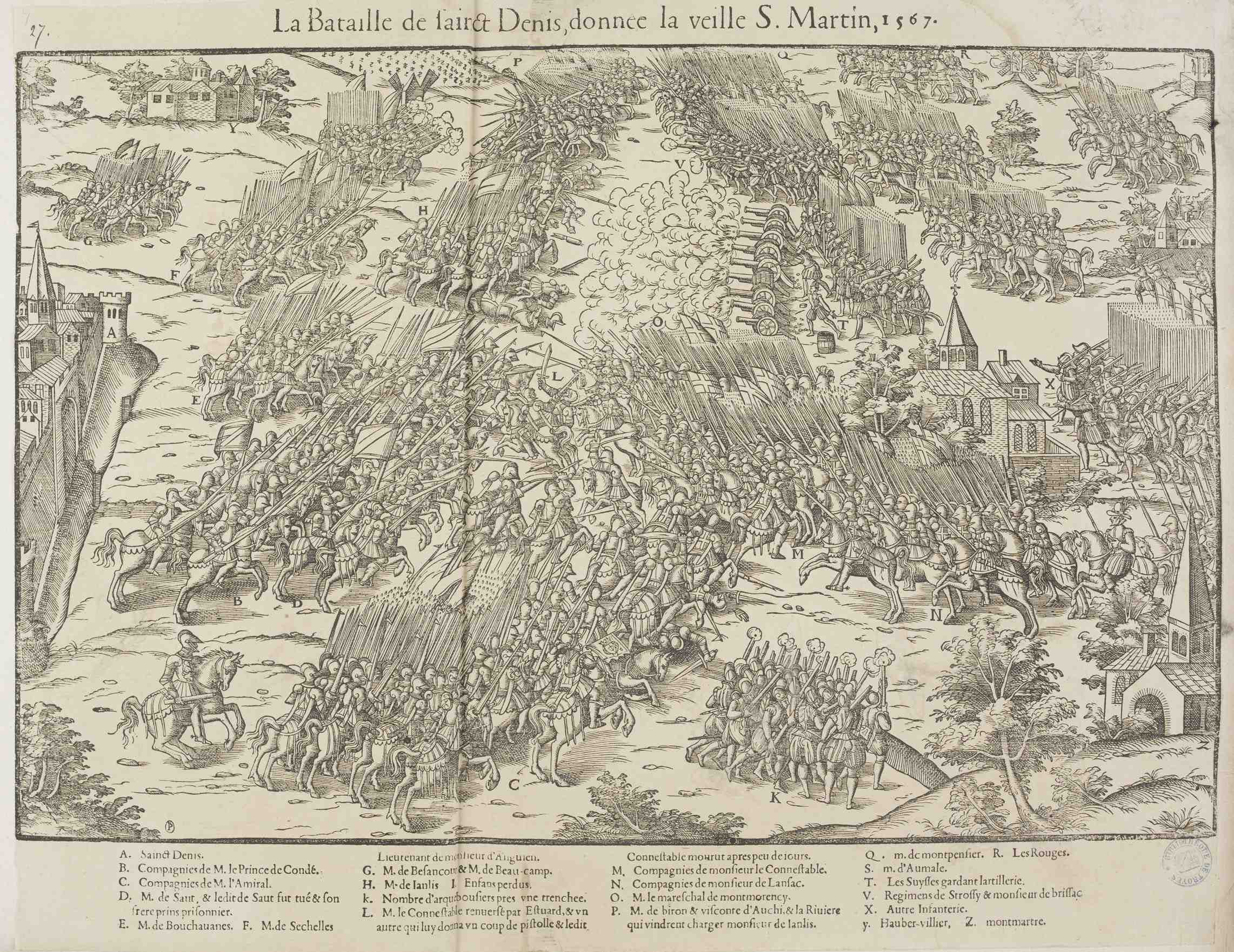
Bataille de Saint-Denis (1567).

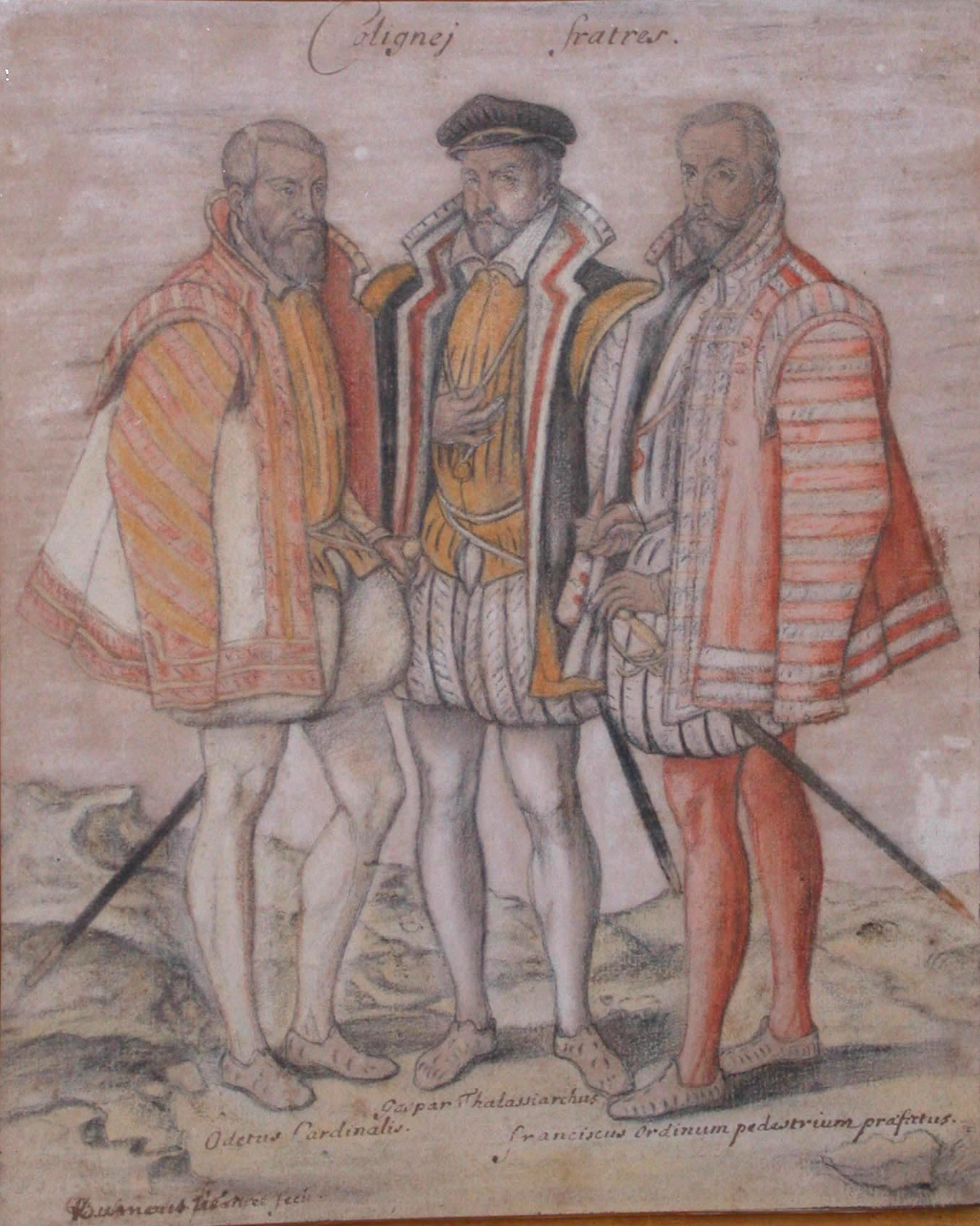
Les trois frères Châtillon : Odet, Gaspard de Coligny et François d'Andelot.

Son adhésion au parti Huguenot est officielle à l'été 1567. Le 10 novembre 1567, Odet participe avec ses frères à la bataille de Saint-Denis du côté protestant. Le connétable de France, leur oncle maternel Anne de Montmorency, et 16 000 catholiques tombent sur les forces du prince de Condé, Louis, qui ne comptent que 3 500 huguenots. Les protestants contiennent les catholiques et blessent mortellement Montmorency avant de rejoindre les mercenaires allemands envoyés par Frédéric III. Il négocie et signe le traité de paix de Longjumeau, entre les deux parties le 23 mars 1568.
Redoutant que les troupes du roi marchent sur Beauvais pour le capturer, il quitte sa résidence de Bresles, se déguise en matelot, gagne le port de Sainte-Marie-du-Mont en Normandie selon les uns, le Tréport selon les autres, et se réfugie in extremis en Angleterre. Il cherche et gagne le soutien de la reine Élisabeth.
Le 19 mars 1569, le parlement de Paris le déclare rebelle et le condamne pour crime de lèse-majesté.
Il meurt à Southampton autour du 21 mars 1571 (la nouvelle de sa mort n'arrive officiellement à Londres que le 24 mars), alors qu'il allait rejoindre son frère Gaspard II de Coligny à La Rochelle. Il aurait été empoisonné par un valet de chambre, qui fut condamné à mort à La Rochelle. Celui-ci lui aurait donné une pomme empoisonnée selon Jacques-Auguste de Thou,.
Odet est inhumé dans la Trinity Chapel de la cathédrale de Canterbury à titre provisoire, dans l'attente du transfert de ses restes en France. Il y repose toujours aujourd'hui.
Après sa mort, Isabelle, sa veuve réclama son héritage mais sa demande fut déboutée par un arrêt du parlement de Paris de 1604.
C'est sans doute l'exemple le plus célèbre de prélat français de la Renaissance ayant embrassé la Religion Réformée. On peut également citer le cas de Jacques du Broullat, archevêque d'Arles.

## Sources
- Correspondance d'Odet de Coligny, cardinal de Châtillon (1537-1568), recueillie et publiée par M. Léon Marlet, Première Partie, Documents publiés par la Société historique et archéologique du Gâtinais, Paris, Librairie Alphonse Picard, 1885.

### Odet de Coligny, biographies et notes critiques
- (en) Ernest G. Atkinson, « The Cardinal of Châtillon in England, 1568-1571 », in Proceedings of the Huguenot Society of London, III, 1888-1891, p. 172-285.
- Matthieu Deldicque (sous la dir. de), Visages des guerres de religion, Dijon, Editions Faton, Domaine de Chantilly, 2023, 95 p. (ISBN 978-2-87844-338-7).
- (fr) Merlin Thomas, « Odet de Châtillon et la prétendue disgrâce de Jean du Bellay en 1549 », in François Rabelais, Genève, Droz, 1953, p. 253-262.
- (fr) Marguerite Christol, « Odet de Coligny, cardinal de Châtillon », in Bulletin de la Société de l'Histoire du Protestantisme français, CVII, 1961, p. 1-12.
- (fr) Nicolas Breton, « Le "sfumato-confessionnel" du cardinal de Châtillon en 1560-1561 : une relecture du parcours politique, intellectuel et spirituel d'Odet de Coligny », in Bulletin de la Société de l'Histoire du Protestantisme Français, CLX, 2014, p. 565-587.

### Iconographie
- Portrait vers 1535, huile sur bois, Versailles, châteaux de Versailles et de Trianon
- Portrait vers 1550, Chantilly, musée Condé
- Portrait en pied des trois Coligny (Odet, Gaspard et François), crayon de couleur, pierre noire, Chantilly, musée Condé